# 马吉庆
马吉庆（1924年6月—），男，辽宁辽阳人，生于沈阳，中国生理学家，曾任农工民主党辽宁省委副主委，第七、八届全国政协委员。